# Ensinger (Unternehmen)
Die Ensinger GmbH verarbeitet technische Kunststoffe zu Halbzeugen, Fertigteilen, Profilen und Composites. Hauptsitz des international tätigen Familienunternehmens ist Nufringen, Baden-Württemberg. Neben dem Hauptsitz fertigt Ensinger an zwei weiteren Standorten in Deutschland.

## Geschichte
Das Unternehmen wurde 1966 durch Wilfried Ensinger (1936–2023) gegründet. Die Herstellung und der Vertrieb von thermoplastischen Kunststoff-Halbzeugen gehörte zu den ersten Arbeitsschwerpunkten. Eng damit verbunden war die Weiterentwicklung des Extrusionsverfahrens und der Anwendungstechnik. Mit der Verlagerung des Unternehmenssitzes nach Nufringen erweiterte das Unternehmen seine Fertigungskapazitäten. Wenig später begann die Fertigung von Komponenten durch Zerspanung von Halbzeugen. 1974 begann Wilfried Ensinger mit der Entwicklung von wärmedämmenden Präzisionsprofilen für Metallfenstersysteme. Ende 1977 konnte Ensinger die ersten serienmäßig aus glasfaserverstärktem Polyamid 6.6 hergestellten Wärmedämmstege an Hersteller von Aluminiumfenstern ausliefern. Ein 1980 errichtetes zweites Fertigungswerk in Cham (Oberpfalz) ermöglichte die Serienfertigung von Isolierprofilen und anderen Produktlinien. 1985 kam mit der Spritzguss-Sparte ein weiteres Standbein hinzu.
Die heute größte Tochtergesellschaft der Ensinger Gruppe entstand 1986 in Washington, Pennsylvania. In den Folgejahren baute Ensinger zahlreiche weitere Auslandsniederlassungen in Europa, Südamerika und Asien auf.
1997 erfolgte die Übergabe der Geschäftsführung an die zweite Generation. 2002 begann der Vertrieb in China, seit 2007 ist das Unternehmen auch mit einer eigenen Produktion in dem Land vertreten. Mit dem Spritzgusswerk in Rottenburg-Ergenzingen entstand 2009 ein dritter Fertigungsstandort in Deutschland.

## Geschäftsfelder
Eingesetzt werden die Produkte in den unterschiedlichsten Industriebranchen, darunter im Maschinenbau, in der Automobil- und Luftfahrtindustrie und in der Medizintechnik. Auch in der Lebensmittelindustrie und in der Elektro- und Halbleitertechnik sind die technischen Lösungen auf Basis thermoplastischer Polymere sehr verbreitet. In vielen Fällen ersetzen Hochleistungskunststoffe dabei andere Materialien wie Metalle oder Keramiken.
Das Segment Scheibenabstandhalter aus isolierendem Kunststoff für Isolierglas wurde 2019 an die Fenzi Gruppe verkauft.
Das Spektrum der verarbeiteten Polymere reicht von Konstruktionskunststoffen (wie PA, PET und POM) bis hin zur Klasse der besonders temperaturbeständigen Hochleistungskunststoffe (PEEK, PPS, PSU, PI u. a.).
Ensinger bedient sich einer Vielzahl von Herstellungsverfahren, v. a. Extrusion, mechanische Bearbeitung, Spritzgießen, Polyamid-Guss und Sintern.
Die Matrixorganisation der Unternehmensgruppe gliedert sich in die folgenden Geschäftsbereiche, die größtenteils die Produktlinien abbilden:

### Compounds
Bei der Compoundierung werden Kunststoff-Rohstoffe aufgeschmolzen, mit Füll- oder Zuschlagstoffen zu dünnen Strängen extrudiert und zu Granulaten geschnitten. Durch diesen Veredelungsprozess lassen sich die Eigenschaften der Kunststoffe anwendungsspezifisch anpassen. Beispiele für modifizierte Kunststoffe von Ensinger sind Produkte mit verbesserten Gleit-Reib-Werten oder Werkstoffe mit definierten elektrischen Eigenschaften.

### Halbzeuge
Halbzeuge sind die gängigste Lieferform für Kunststoffwerkstoffe und stellen traditionell das Kerngeschäft dar. In zahlreichen Industriebranchen, etwa im Maschinenbau, kommen extrudierte Platten, Rundstäbe und Hohlstäbe zum Einsatz, wenn kleine Stückzahlen technischer Teile angefertigt werden (z. B. Lager, Buchsen, Hebel oder Zahnräder). Die Bearbeitungsschritte können von einem einfachen Halbzeug-Zuschnitt über Schleifen oder Hobeln bis hin zu einer präzisen zerspanungstechnischen Bearbeitung nach Zeichnungsvorgabe reichen.
Die von Ensinger v. a. verarbeiteten Konstruktions- und Hochleistungskunststoffe bilden den Schwerpunkt im Halbzeug-Portfolio.

### Spritzguss-Fertigteile
Das Spritzgussverfahren ermöglicht eine effiziente Serienproduktion von technischen Teilen und Baugruppen aus Hochleistungskunststoffen. Für die Automobilindustrie werden u. a. Anlaufscheiben, Kolbenringe und Kugelschalen gefertigt. Außerdem stellt Ensinger Maschinenelemente wie Lager, Buchsen, Hebel, Zahnräder oder Führungen her. Die verschleißarmen Werkstoffe sind temperatur-, kraftstoff- und ölbeständig. Zu den weiteren Einsatzbereichen für spritzgegossene Präzisionsteile gehören die Medizingerätetechnik und die Luft- und Raumfahrtindustrie.

### Polyamid-Guss (Halbzeuge)
Der drucklose Formguss ist eine Verfahrenstechnik für die Produktion von Polyamid-Halbzeugen und -Fertigteilen.

### Zerspante Fertigteile
Durch Fräsen, Drehen, Bohren und andere mechanische Verfahren werden Fertigteile aus Halbzeugen oder Spritzgussteilen hergestellt. Die spanabhebende Bearbeitung von Konstruktions- und Hochtemperaturkunststoffen wird vor allem für die Anfertigung von Kleinserien technischer Bauteile genutzt, aber auch für Prototypen. Produktbeispiele: Ventilkolben, Transmissionshebel, Zahnräder, Isolierkörper, IC-Testsockel, Dialyseblöcke oder Probeimplantate.

### Industrieprofile und Rohre
Ensinger stellt Profile und Spezialrohre aus thermoplastischen Kunststoffen im druck- und temperaturgeregelten Extrusionsverfahren her. Häufig werden die Produkte dabei mit Kohlenstoff- oder Aramidfaser verstärkt oder mit reibmindernden Zusätzen versehen, um den hohen mechanischen, thermischen oder chemischen Beanspruchungen zu widerstehen. In der Coextrusion können Verstärkungsstoffe wie Metalle eingearbeitet, Kunststoffe mit verschiedenen Eigenschaften im Ummantelungsverfahren verbunden oder Hart-Weichverbindungen gefertigt werden (z. B. für Dichtlippen). Als weitere Verfahrenstechnik setzt Ensinger die thermoplastische Pultrusion ein.

### Wärmedämmprofile
Die von Ensinger für den Fenster-, Türen- und Fassadenbau entwickelten Wärmedämmprofile erzeugen eine thermische Trennung der Innen- und Außenschalen von Metallrahmen und senken dadurch die Energiekosten. 2013 hat Ensinger das Isolierprofil insulbar RE vorgestellt, das zu 100 Prozent aus sortenreinem Recycling-Polyamid besteht.

### Weitere Produktlinien
Über eine außergewöhnliche Langzeitbeständigkeit und Festigkeit verfügen formgepresste Polyimid-Werkstoffe. Der Temperaturanwendungsbereich dieser Hochleistungskunststoffe reicht von −270 °C bis 300 °C. Für extreme thermische Belastungen bietet Ensinger neue Materialtypen mit einer Wärmeformbeständigkeitstemperatur von bis zu 470 °C an (nach HDT/A).
Kohlenstofffaser-Composites (Faserverbundwerkstoffe): Die thermoplastischen Composite-Halbzeuge von Ensinger bestehen aus einer Polymermatrix auf PAEK-Basis (wahlweise PEEK oder PEKK) und einem darin eingebetteten Gewebe aus Kohlenstofffaserbündeln. Bauteile aus diesem Material haben eine hohe mechanische Festigkeit und Wärmeformbeständigkeit. Die Röntgenstrahlendurchlässigkeit und die Beständigkeit gegen Heißdampf und Chemikalien machen die Medizintechnik bzw. Orthopädie (chirurgische Instrumente, externe Fixationen) zum wichtigsten Einsatzbereich für diesen biokompatiblen Spezialwerkstoff.

## Standorte
Mit mehr als 2.500 Mitarbeitern an über 30 Standorten ist die Unternehmensgruppe in allen wichtigen Industrieregionen weltweit mit Fertigungsstätten oder Vertriebsniederlassungen vertreten.

### Fertigungsstandorte in Deutschland
- Nufringen
- Cham
- Ergenzingen

### Fertigungsstandorte im Ausland
- Seewalchen am Attersee, Österreich
- Lenzing, Österreich
- Otelfingen, Schweiz
- Beynost, Frankreich
- Olcella di Busto Garolfo, Italien
- Tonyrefail, Wales, Großbritannien
- Bridgwater, Großbritannien
- Rossendale, Großbritannien
- Washington, Pennsylvania, USA
- Grenloch, New Jersey, USA
- Greenwood, Delaware, USA
- Putnam, Connecticut, USA
- Houston, Texas, USA
- Huntersville, North Carolina, USA
- Sao Leopoldo, Rio Grande do Sul, Brasilien
- Song Jiang, Shanghai, VR China
- Johor, Malaysia

Daneben besitzt das Unternehmen Vertriebsniederlassungen in Dänemark, Polen, Schweden, Spanien, Tschechien, Slowakei, Japan, Singapur, Vietnam, Indien, Taiwan, Südkorea und in der Türkei.